# Eupetaurus tibetensis
Eupetaurus tibetensis és una espècie de mamífer rosegador de la família dels esciúrids. Viu a altituds d'entre 2.700 i 4.000 msnm al nord-est de l'Índia, el sud del Tibet i, possiblement, Bhutan. No se sap gaire cosa sobre la seva ecologia. L'holotip tenia una llargada de cap a gropa de 468 mm i la cua (que estava trencada) de 350 mm. Com que fou descoberta fa poc, l'estat de conservació d'aquesta espècie encara no ha estat avaluat, però els científics que la descrigueren recomanaren classificar-la com a espècie amb «dades insuficients». El seu nom específic, tibetensis, significa ‘tibetà’ en llatí.